# Ammotrecha picta
Espèce
Ammotrecha picta est une espèce de solifuges de la famille des Ammotrechidae.

## Distribution
Cette espèce est endémique du Guatemala.

## Description
La femelle holotype mesure 18 mm et le mâle paratype 15 mm.
Le mâle décrit par Armas, Trujillo, Agreda Palma et Estrada Corpeño en 2014 mesure 14,30 mm et la femelle 19,0 mm.

## Publication originale
- Pocock, 1902 : Arachnida: Scorpiones, Pedipalpi, and Solifugae. Biologia Centrali Americana, London. Zoology: Arachnida, vol. 3, p. 1-71 (texte intégral).